# Peter Hooten
Peter Hooten (sinh ngày 29 tháng 11 năm 1950 với tên khai sinh John Peter Hooten ở Clermont, Florida); là một diễn viên và nhà sản xuất người Mỹ.

## Nghề nghiệp
Hooten theo học tại trường cao đẳng Ithaca ở ngoại ô New York. Vai diễn truyền hình đầu tiên của anh là sự xuất hiện năm 1969 trên bộ phim truyền hình Marcus Welby, MD. Sau đó, anh đóng vai nhân vật trong bộ phim truyền hình năm 1978 Dr. Strange và xuất hiện với tư cách khách mời trong The Waltons, Mod Squad và Mannix.

## Đời tư

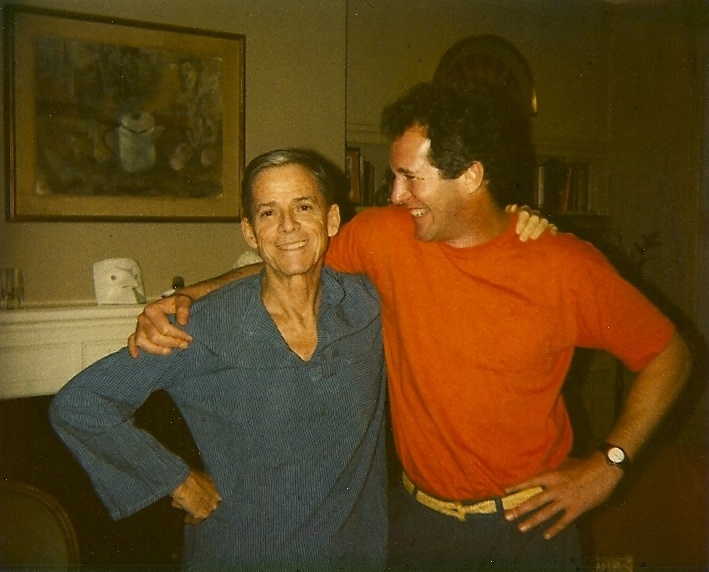
Peter Hooten (phải) cùng nhà thơ James Merrill, cộng sự của ông từ 1983-1995 (ảnh: Judith Moffett)

Sau 16 năm ở thành phố New York và một thời gian ở Connecticut, Hooten chuyển đến St. Augustine, Florida. Ông có mối quan hệ với nhà thơ James Merrill, cộng sự của ông từ năm 1983 cho đến khi Merrill qua đời năm 1995.    Tính đến năm 2009, Hooten sống trong một ngôi nhà tranh năm 1924 ở Indian Beach, Sarasota, Florida.